# Bordj Omar Driss

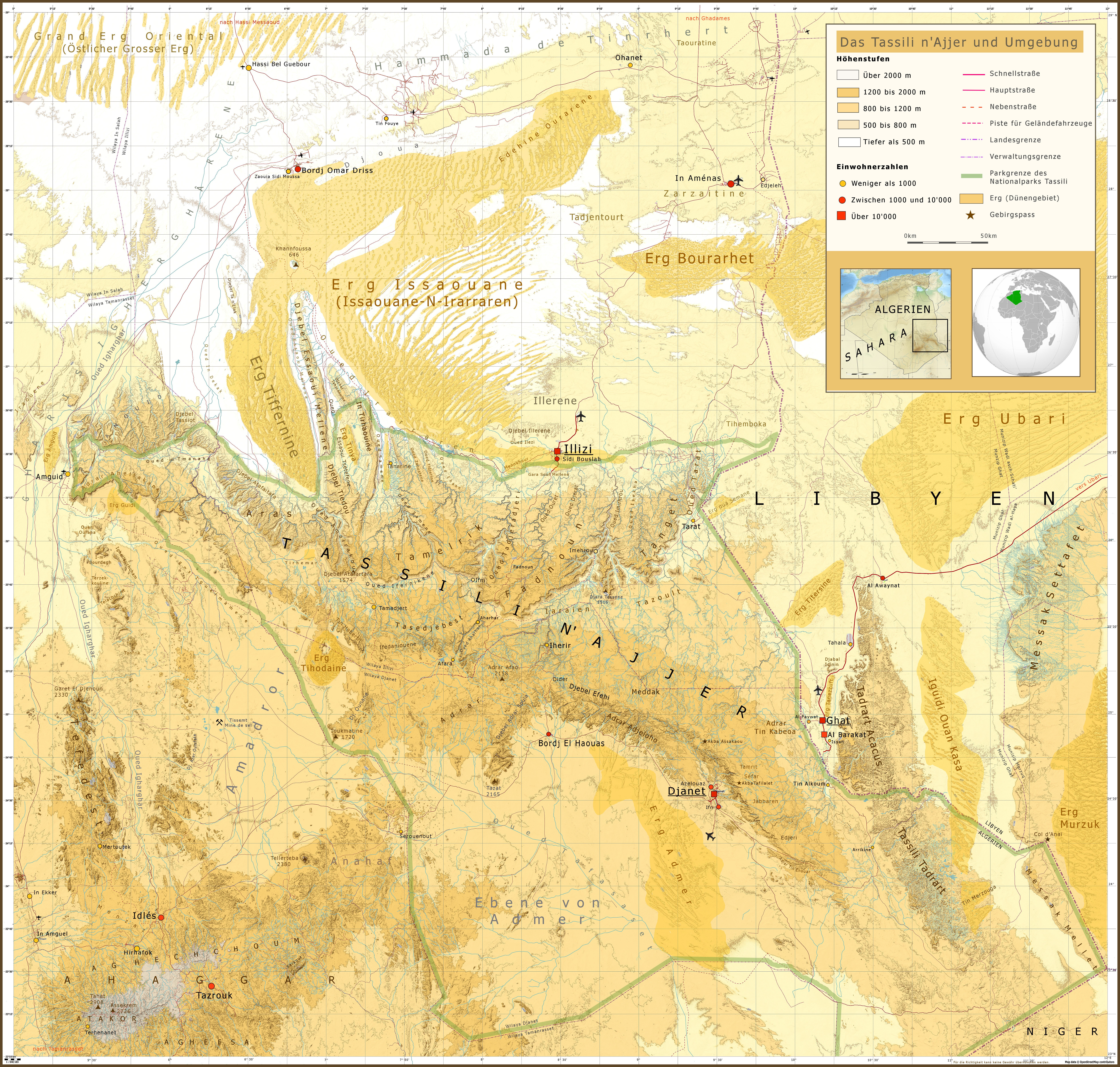
Topografische Karte des Tassili n'Ajjer. Bordj Omar Driss liegt nahe der linken oberen Ecke.

Bordj Omar Driss (arabisch برج عمر ادريس) ist eine Stadt und Gemeinde im Distrikt In Amenas in der südalgerischen Provinz Illizi.

## Lage
Bordj Omar Driss liegt etwa 250 km nordwestlich der Provinzhauptstadt Illizi und 1025 km südöstlich der algerischen Hauptstadt Algier.
Die Stadt liegt unmittelbar nördlich der Sandwüste des Erg Issaouane in einer leichten Senke südlich des kargen Tinrhert-Plateaus. Das weite Tal des Oued Igharghar verläuft etwa 60 km weiter im Westen. Die Stadt ist von ausgedehnten landwirtschaftlich genutzten Flächen umgeben, in den vorwiegend Gemüse und Obst angebaut wird.

## Verwaltungsgliederung
Das Gemeindegebiet von Bordj Omar Driss weist eine Fläche von 83.062 km² auf und umfasst Teile des Östlichen großen Erg und des Tinrhert-Plateaus im Norden, die Sandwüsten Erg Issaouane und Erg Tiffernine im Süden, und den Unterlauf des Oued Igharghar im Westen.
Die Gemeinde gliedert sich in folgende Ortschaften, in denen ein Großteil der Bevölkerung lebt:
- Bordj Omar Driss (Stadt)
- Zaouia Sidi Moussa (6 km westlich von Bordj Omar Driss)
- Hassi Bel Gebbour
- Tit
- Tinfouye
- Dayen
- Hassi Tamenkort
- Rhoud Ennous

Die Einwohnerzahl ist mit 5.736 (Stand 2008) sehr gering.

## Geschichte
Die Stadt wurde 1903 während der französischen Kolonialherrschaft als Fort Flatters gegründet, benannt nach dem französischen Offizier und Afrikaforscher Paul Flatters. Das gut erhaltene Fort befindet sich etwa 2 km südlich der Stadt. Die Umbenennung in Bordj Omar Driss erfolgte nach der Unabhängigkeit Algeriens zu Ehren des Kommandanten Omar Idriss. Von den Tuaregs wird die Stadt Timassinine genannt.

## Infrastruktur
Die Stadt verfügt über eine gute Infrastruktur mit Spital, Apotheke, Schulen, Gymnasium, Moscheen und Tankstellen.
Die Stromversorgung erfolgt über ein Dieselkraftwerk mit einer Leistung von 6 MW und eine neu errichtete Photovoltaikanlage.

## Verkehrsanbindung
Bordj Omar Driss liegt an der gut ausgebauten asphaltierten Nationalstraße RN 54. Diese zweigt im Norden in Hassi Bel Gebbour von der Nationalstraße 3 nach Illizi ab und verläuft über Bordj Omar Driss und Amguid nach In Ekker im Süden, wo sie in die Nationalstraße RN 1 mündet, welche weiter nach Tamanrasset führt.
Die neu errichtete Regionalstraße CW2 verläuft von Bordj Omar Driss Richtung Süden, quert den Erg Issaouane und verläuft im Tal zwischen Djebel Essaoui Mellene und Djebel In Tirhaouine im Westen und Erg Issaouane im Osten zum Brunnen Ain el Hadjadj. Ab dort verläuft die Straße – in diesem Abschnitt Gräberpiste genannt – weiter nach Südosten und Osten, wo sie nach 330 km die Provinzhauptstadt Illizi erreicht. Die letzten 110 km der Straße sind bereits asphaltiert.
Bordj Omar Driss verfügt über zwei Flughäfen. Der alte Flughafen (ICAO DAWW) befindet sich östlich der Altstadt und verfügt über zwei unbefestigte Start- und Landebahnen, sowie einen Heliport. Der Flughafen wird aktuell auch militärisch genutzt. Ein neuer Flughafen mit asphaltierter Start- und Landebahn wird derzeit (Stand 2024) 9 km nördlich der Stadt errichtet.